# Batalla de Łódź
La batalla de Łódź se disputó entre 11 de noviembre y el 6 de diciembre de 1914, y la libraron el Imperio ruso y el alemán en las proximidades de Łódź, en el contexto del frente oriental de la Primera Guerra Mundial

## Antecedentes
En septiembre de 1914, los rusos habían derrotado a la ofensiva austrohúngara en Galitzia en la batalla homónima dejando la fortaleza austríaca de Przemyśl sitiada por el Octavo Ejército ruso. Nikolai Ruzsky había conseguido evitar el intento alemán de capturar Varsovia en la batalla del río Vístula.
El alto mando ruso estaba formado por el Gran Duque Nicolás Nikoláyevich, que apoyó la ofensiva que tenía como objetivo conquistar Prusia Oriental, mientras que el jefe del Estado Mayor de Rusia, Mijaíl Alekséyev, favoreció una ofensiva en Silesia.
Paul von Hindenburg había sido recientemente nombrado comandante de los ejércitos alemanes afincados en el Frente del Este. Hindenburg había interceptado informes rusos de la invasión propuesta en Silesia, y vio la oportunidad de repetir su victoria aplastante en la batalla de Tannenberg, golpeando el flanco ruso mientras se desplazaba en Silesia.

## Batalla
El 11 de noviembre, el Noveno Ejército alemán atacó al V Cuerpo siberiano ubicado al sur del Vístula, capturando a más de 12.000 prisioneros. La ofensiva alemana hizo que el Segundo Ejército ruso retrocediera hacia Łódź, percatándose de la grave situación que estaba ocurriendo en Polonia con la fuerte presencia de tropas alemanas.
Nicolás Nikolayevich se ocupó principalmente de evitar terminar cercados como en la batalla de Tannenberg. Pavel Plehve atacó el flanco derecho de la división dirigida por el general Mackensen el 18 de noviembre en unas condiciones climáticas desfavorables (a -12 grados bajo cero).
Al mismo tiempo, desde el este, a lo largo de las orillas del Vístula, los alemanes fueron atacados por los hombres de Rennenkampf, aunque consiguieron abrirse paso el 26 de noviembre, llevándose con ellos a varios prisioneros de guerra. La presión sobre Łódź continuó hasta diciembre, pero los alemanes fueron incapaces de romper las líneas rusas. Cortos de munición, los rusos se retiraron para formar una nueva y más fuerte línea más cerca de Varsovia. Por ello, se considera una batalla inconclusa y sin ningún vencedor definido, aunque los rusos sufrieron grandes pérdidas.